# Juho Forsman
Juho Forsman ist ein ehemaliger finnischer Skispringer.

## Werdegang
Forsman gab am 6. März 1993 in Lahti sein Debüt im Skisprung-Weltcup. Dabei erreichte er den 47. Platz. Auch am Folgetag konnte er auf der Großschanze mit Platz 60 nicht überzeugen. Ab der folgenden Saison gehörte Forsman dann finnischen Kader für den Skisprung-Continental-Cup. In seiner ersten Saison 1993/94 erreichte er jedoch nur 34 Punkte und wurde so auf dem 127. Platz in der Gesamtwertung gewertet. Auch in der Folgesaison 1994/95 gelang ihm keine Steigerung und er wurde mit 31 Punkten ebenfalls wieder auf Platz 127 gewertet. Trotz dessen gehörte er am 28. Januar 1995 zur nationalen Gruppe für den Skisprung-Weltcup in Lahti. Dabei sprang er überraschend auf den 38. Platz, blieb jedoch erneut ohne Weltcup-Punkte, die in der Saison 1995/96 erstmals bis Platz 30 vergeben wurden. Zur Saison 1995/96 gelang ihm im Continental Cup eine Leistungssteigerung, so dass er am Ende mit 100 Punkten auf Platz 87 gewertet wurde. Jedoch war dies die höchste Platzierung seiner Karriere in der Gesamtwertung des Continental Cup. Am 4. März 1998 startete er in Kuopio erneut im Weltcup und konnte mit dem 26. Platz die einzigen fünf Weltcup-Punkte seiner Karriere gewinnen. Drei Tage später in Lahti verpasste er die Punkteränge mit Platz 32 nur knapp. Am Ende der Weltcup-Saison 1997/98 belegte er den 85. Platz in der Gesamtwertung. Am 22. März 1998 bestritt er sein einziges Weltcup-Springen außerhalb Finnlands im slowenischen Planica und beendete nach dem 33. Platz von der Großschanze anschließend seine aktive Skisprungkarriere.